# Рессетичка
Рессетичка (Желтянка) — река в России, протекает по Брянской и Калужской областях. Правый приток Рессеты.

## География
Река Рессетичка берёт начало западнее посёлка Мирный Брянского района Брянской области. Течёт на северо-восток через берёзовые и осиновые леса. В верхнем течении через Рессетичку перекинуты два железнодорожных моста.
На реке расположены урочище Ипихин Луг и село Желтянка. В нижнем течении берега Рессетички сильно заболочены.
Устье реки находится в 95 км по правому берегу реки Рессета. Длина Рессетички составляет 11 км.

## Данные водного реестра
По данным государственного водного реестра России относится к Окскому бассейновому округу, водохозяйственный участок реки — Ока от города Белёв до города Калуга, без рек Упа и Угра, речной подбассейн реки — бассейны притоков Оки до впадения Мокши. Речной бассейн реки — Ока.
Код объекта в государственном водном реестре — 09010100512110000019821.